# Orlické hory
Orlické Hory är en bergskedja i Tjeckien.   Den ligger i regionen Hradec Králové, i den nordöstra delen av landet, 140 km öster om huvudstaden Prag. Arean är 204 kvadratkilometer.
Den högsta toppen är Velká Deštná, 1 115 meter över havet.
Topografiskt ingår följande toppar i Orlické Hory:
- Homole
- Komáří vrch
- Koruna
- Malá Deštná
- [[Mezivrší [Bartošovice v Orl. h.]]]
- [[Podolský kopec [Uhřínov]]]
- [[Polom [Bartošovice v Orl.h.]]]
- Sedloňovský vrch
- Tetřevec
- U Kunštátské kaple
- Velká Deštná
- Zakletý